# Сан-Висенте-дель-Кагуан
Сан-Висенте-дель-Кагуан (исп. San Vicente del Caguán) — город и муниципалитет на юге Колумбии, на территории департамента Какета.

## История
Поселение, из которого позднее вырос город, было основано в 1898 году. Муниципалитет Сан-Висенте-дель-Кагуан был выделен в отдельную административную единицу в марте 1950 года.

## Географическое положение

Муниципалитет Сан-Висенте-дель-Кагуан

Город расположен в северной части департамента, в пределах Амазонского природно-территориального комплекса, на правом берегу реки Кагуан, на расстоянии приблизительно 107 километров к северо-востоку от города Флоренсия, административного центра департамента. Абсолютная высота — 280 метров над уровнем моря.
Муниципалитет Сан-Висенте-дель-Кагуан граничит на западе с территорией муниципалитета Пуэрто-Рико, на юге — с муниципалитетом Картахена-дель-Чайра, на юго-востоке — с муниципалитетом Солано, на северо-востоке — с территорией департамента Гуавьяре, на севере — с территорией департамента Мета, на северо-западе — с территорией департамента Уила. Площадь муниципалитета составляет 21 923 км².

## Население
По данным Национального административного департамента статистики Колумбии, совокупная численность населения города и муниципалитета в 2024 году составляла 54 575 человек.
Динамика численности населения муниципалитета по годам:
| 2005   | 2010   | 2015   | 2020   | 2021   | 2022   | 2023   | 2024   |
| ------ | ------ | ------ | ------ | ------ | ------ | ------ | ------ |
| 56 674 | 62 096 | 67 994 | 52 533 | 53 252 | 53 730 | 54 150 | 54 575 |

Согласно данным переписи 2005 года мужчины составляли 50 % от населения Сан-Висенте-дель-Кагуане, женщины — соответственно также 50 %. В расовом отношении белые и метисы составляли 99,2 % от населения города; индейцы — 0,6 %; негры, мулаты и райсальцы — 0,2 %.
Уровень грамотности среди всего населения составлял 83,9 %.

## Экономика
Большинство трудоспособного населения занято в сельском хозяйстве.
58,5 % от общего числа городских и муниципальных предприятий составляют предприятия торговой сферы, 29,4 % — предприятия сферы обслуживания, 12 % — промышленные предприятия, 0,1 % — предприятия иных отраслей экономики.